# Berg (Bas-Rhin)
Berg település Franciaországban, Bas-Rhin megyében. Lakosainak száma 343 fő (2022. január 1.). Berg Bettwiller, Burbach, Eywiller, Gungwiller, Rexingen és Thal-Drulingen községekkel határos.

## Népesség
A település népességének változása:
| Lakosok száma | 397  | 374  | 372  | 365  | 362  | 360  | 352  | 349  | 343  |
|               | 2013 | 2015 | 2016 | 2017 | 2018 | 2019 | 2020 | 2021 | 2022 |